# Норвуд (Нью-Джерсі)
Норвуд (англ. Norwood) — місто (англ. borough) в США, в окрузі Берген штату Нью-Джерсі. Населення — 5641 особа (2020).

## Географія
Норвуд розташований за координатами 40°59′32″ пн. ш. 73°57′3″ зх. д. / 40.99222° пн. ш. 73.95083° зх. д. (40.992252, -73.950917).  За даними Бюро перепису населення США в 2010 році місто мало площу 7,08 км², з яких 7,07 км² — суходіл та 0,02 км² — водойми.

## Демографія
Згідно з переписом 2010 року, у селищі мешкало 5711 особа в 1927 домогосподарствах у складі 1542 родин. Було 2007 помешкань
Расовий склад населення:
| - 69,3 % — білих - 27,2 % — азіатів - 1,4 % — чорних або афроамериканців - 1,0 % — осіб інших рас |

До двох чи більше рас належало 1,2 %. Частка іспаномовних становила 4,6 % від усіх жителів.
За віковим діапазоном населення розподілялося таким чином: 23,1 % — особи молодші 18 років, 56,9 % — особи у віці 18—64 років, 20,0 % — особи у віці 65 років та старші. Медіана віку мешканця становила 46,1 року. На 100 осіб жіночої статі у селищі припадало 88,0 чоловіків;  на 100 жінок у віці від 18 років та старших — 85,4 чоловіків також старших 18 років.
Середній дохід на одне домашнє господарство  становив 157 366 доларів США (медіана — 92 203), а середній дохід на одну сім'ю — 179 493 долари (медіана — 114 327). Медіана доходів становила 100 667 доларів для чоловіків та 51 179 доларів для жінок. За межею бідності перебувало 4,7 % осіб, у тому числі 4,7 % дітей у віці до 18 років та 3,2 % осіб у віці 65 років та старших.
Цивільне працевлаштоване населення становило 2849 осіб. Основні галузі зайнятості: освіта, охорона здоров'я та соціальна допомога — 21,4 %, науковці, спеціалісти, менеджери — 18,9 %, роздрібна торгівля — 12,1 %, фінанси, страхування та нерухомість — 8,6 %.